# Rhodopsis pusilla
Rhodopsis pusilla is een borstelworm uit de familie Serpulidae. Rhodopsis pusilla werd in 1905 voor het eerst wetenschappelijk beschreven door Bush.

## Kenmerken
Het lichaam van de worm bestaat uit een kop, een cilindrisch, gesegmenteerd lichaam en een staartstukje. De kop bestaat uit een prostomium (gedeelte voor de mondopening) en een peristomium (gedeelte rond de mond) en draagt gepaarde aanhangsels (palpen, antennen en cirri).